# اسکندر بزرگ (فیلم ۲۰۱۰)
«اسکندر بزرگ» (انگلیسی: Alexander the Great) یک فیلم هندی است که در سال ۲۰۱۰ به نمایش درآمد.